# Widukind de Corvey
 Widukind de Corvey (n. 925 -d. 973, Corvey) a fost un istoric saxon, numit după ducele și eroul național saxon Widukind, care a luptat împotriva lui Carol cel Mare. Cele trei volume ale sale cu titlul Res gestae saxonicae sive annalium libri tres constituie o istorie a saxonilor, istorie împărțită în trei cărți care prezintă trei perioade din istoria saxonilor. Prima carte, numită „Istoria Saxonilor”, prezintă istoria timpurie a neamului saxon până la moartea împăratului Heinrich I (936). A doua carte prezintă evenimentele legate de încoronarea împăratului Otto I, până la decesul primei sale soții Edghita (946). A treia carte prezintă perioada de timp până la moartea lui Otto I (7. 05. 973). Toate cele trei cărți sunt o importantă sursă istorică pentru perioada Ottonica din Germania secolului al X-lea.
Widukind a intrat în mănăstirea benedictină de la Corvey, din Westfalia de apus, în jurul anului 940, unde a și murit.
El a lăsat o relatare istorică foarte importantă pentru perioada regilor germani Henric I și Otto cel Mare. Widukind a scris din punctul de vedere al unui saxon, mândru de poporul și istoria neamului său, începându-și analele nu cu istoria Romei, ci cu un scurtă expunere provenită din istoria transmisă oral a saxonilor, într-un ritm care face opera să fie dificil de interpretat. El a omis evenimentele din Italia care au marcat cariera lui Henric I și nu face nicio mențiune la vreunul dintre papi, însă unul dintre cele trei manuscrise ale Gesta care au supraviețuit a fost transcris la Benevento, în ducatul longobard de la sud de Roma.  Arhivat în 26 mai 2004, la Wayback Machine.. Un manuscris al Res gestae saxonicae sive annalium libri tres a fost prima dată publicat la Basel în 1532 și se află astăzi la British Library. Cea mai bună ediție a fost publicată în 1935 de către Paul Hirsch și Hans-Eberhard Lohmann în colecția Monumenta Germaniae Historica: Scriptores rerum Germanicarum in usum scholarum editi. O traducere în limba germană a fost publicată în Quellen zur Geschichte der sächsischen Kaiserzeit, de către Albert Bauer și Reinhold Rau în 1971. O traducere în limba engleză este inclusă în disertația doctorală a lui Raymond F. Wood, The three books of the deeds of the Saxons, by Widukind of Corvey, translated with introduction, notes, and bibliography, susținută la University of California, Los Angeles, în 1949.
Widukind de Corvey începe cronica de la războaiele regelui franc Theuderich I al Austrasiei și ale thuringienilor, în care saxonii au jucat un rol important. O aluzie la convertirea saxonilor la creștinism de către Carol cel Mare îl duce pe autor la descrierea ducilor saxoni timpurii și ajunge la detalii referitoare la domnia regelui Henric I "Păsărarul". Cea de a doua carte începe cu alegerea regală a lui Otto I, tratează apoi cu răscoalele împotriva acestuia, omițând evenimentele din Italia, și se încheie cu moartea soției lui Otto, Edith din 946.
Opera este dedicată abatesei Matilda de Quedlinburg, fiică a lui Otto I "cel Mare", reținută ca descendentă din vechiul conducător saxon Widukind.
Widukind de Corvey este considerat drept autor al unei biografii (vita) a sfinților Paul și Tecla, bazată neîndoielnic pe Faptele lui Paul și Tecla⁠(en)[traduceți] din secolul al II-lea.